# جيراردو فرنانديز
جيراردو فرنانديز (بالإسبانية: Gerardo Fernández Albor )‏ (و. 1917 – 2018 م) هو سياسي إسباني، ولد في سانتياغو دي كومبوستيلا، كان عضوًا في حزب الشعب، توفي في سانتياغو دي كومبوستيلا، عن عمر يناهز 101 عاماً.

## مناصب
تولى منصب عضو في البرلمان الأوروبي (19 يوليو 1994–19 يوليو 1999)
- عضو في البرلمان الأوروبي (25 يوليو 1989–18 يوليو 1994)[4]
- رئيس حكومة إقليم غاليسيا  [لغات أخرى]‏ (1982–1987)
- عضو برلمان منطقة غاليسيا  [لغات أخرى]‏.

## التعليم
تعلم في جامعة سانتياغو دي كومبوستيلا، وجامعة سلامنكا.

## جوائز
حصل على جوائز منها:
- الميدالية الذهبية للاستحقاق في العمل  [لغات أخرى]‏ (2017)[5]
- وسام الصليب الأعظم لإيزابيلا الكاثوليكية (2012)[6]
- ميدالية روبير شومان (1997).